# Saint-Pierre-de-Chartreuse
Saint-Pierre-de-Chartreuse är en kommun i departementet Isère i regionen Auvergne-Rhône-Alpes i sydöstra Frankrike. Kommunen ligger i kantonen Saint-Laurent-du-Pont som tillhör arrondissementet Grenoble. År 2022 hade Saint-Pierre-de-Chartreuse 935 invånare.

## Befolkningsutveckling
Antalet invånare i kommunen Saint-Pierre-de-Chartreuse
Referens:INSEE